# Antonio Domínguez Sacramento
Antonio Domínguez Sacramento (n. Punta Umbría, Huelva, 4 de abril de 1993) más conocido como Antonio Domínguez es un futbolista español que juega en la demarcación de centrocampista para el Recreativo de Huelva de la Primera Federación.

## Trayectoria
Nacido en Punta Umbría, Domínguez es un jugador formado en el Recreativo de Huelva. En verano de 2013 formó parte del Atlético Onubense en Tercera División, y durante esa temporada entrenaría con el primer equipo del "decano". 
El 11 de septiembre de 2013, Domínguez debutó con el primer equipo en una victoria por 3-2 en casa contra el Sporting de Gijón en Copa del Rey. Hizo su debut en Segunda División el 13 de diciembre de 2014, entrando como un sustituto tardío de Jesús Vázquez en una derrota en casa 2-4 contra UD Las Palmas. 
El 22 de marzo de 2015, Domínguez anotó su primer gol profesional, marcando el último en un empate 1 a 1 contra el Sporting de Gijón. Después de sufrir el descenso a Segunda División B, renovó su contrato y definitivamente fue asignado a las filas del primer equipo.
El 10 de enero de 2018, Domínguez rescindió su contrato con el Recre tras haber jugado entre Segunda División y Segunda División B un total de 80 partidos, en los que marcó 12 goles, ocho de ellos la temporada 2016-17, en la que acabó como máximo goleador del equipo. 
Días más tarde, firmó por el Real Valladolid  para ser asignado al filial de Segunda División B, el Real Valladolid B. El 14 de mayo de 2018, renovó su contrato hasta 2020 y fue ascendido al primer equipo del Real Valladolid antes de la campaña 2018-19. 
El 31 de agosto de 2018, Domínguez se marchó cedido al CE Sabadell FC durante la temporada 2018-19. 
En verano de 2019, rompe su contrato con el Real Valladolid y regresa cerca de casa para jugar en las filas del Algeciras CF  del Grupo IV de Segunda División B. Durante la primera vuelta de la temporada 2019-20 marcó siete goles y dio dos asistencias de gol.
En febrero de 2020, se compromete con el ŁKS Łódź de la Ekstraklasa durante 3 temporadas.
El 21 de junio de 2022, firma por el GKS Tychy de la I Liga de Polonia.
El 7 de junio de 2023, se convierte en el primer fichaje del Recreativo de Huelva de la Primera Federación para la temporada 2023-24.

## Clubes
| Club                     | País    | Año               |
| ------------------------ | ------- | ----------------- |
| Atlético Onubense        | España  | 2013-2015         |
| Recreativo de Huelva     | España  | 2015-2017         |
| Real Valladolid Promesas | España  | 2018              |
| Real Valladolid          | España  | 2018              |
| CE Sabadell (cedido)     | España  | 2018-2019         |
| Algeciras CF             | España  | 2019              |
| ŁKS Łódź                 | Polonia | 2020-2022         |
| GKS Tychy                | Polonia | 2022-2023         |
| Recreativo de Huelva     | España  | 2023 - Actualidad |